# Ephedrus angustithoracicus
Ephedrus angustithoracicus är en stekelart som beskrevs av Kiriac 1977. Ephedrus angustithoracicus ingår i släktet Ephedrus och familjen bracksteklar. Inga underarter finns listade i Catalogue of Life.